# Urban Hjärne

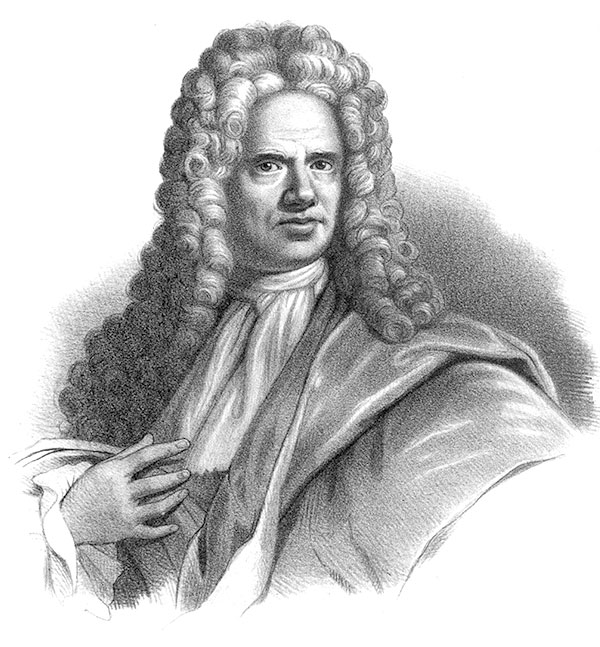
Urban Hjärne, Lithografie (1849) von Otto Henrik Wallgren

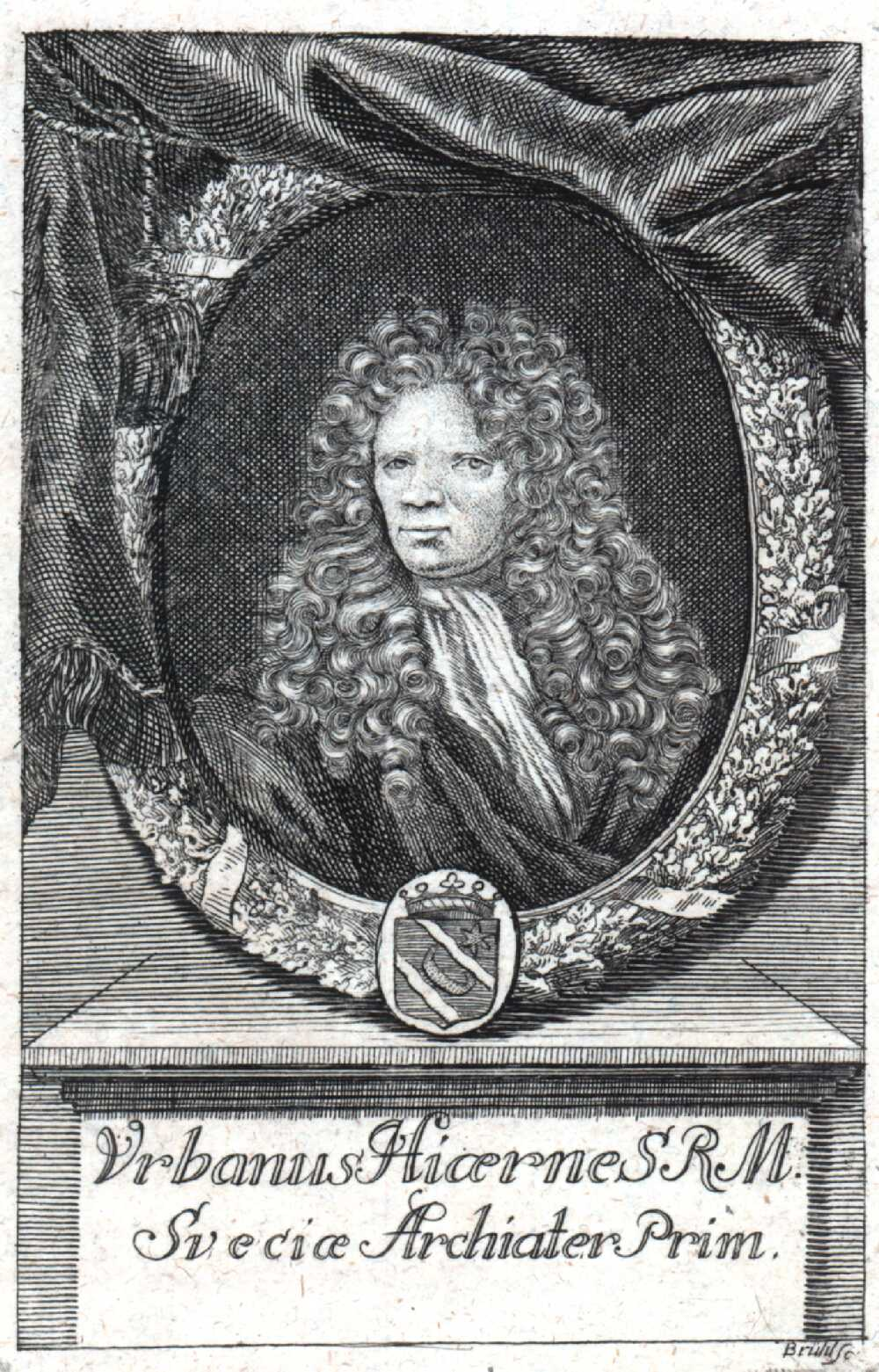
Urban Hjärne, Kupferstich von dem Miniaturmaler Elias Brenner

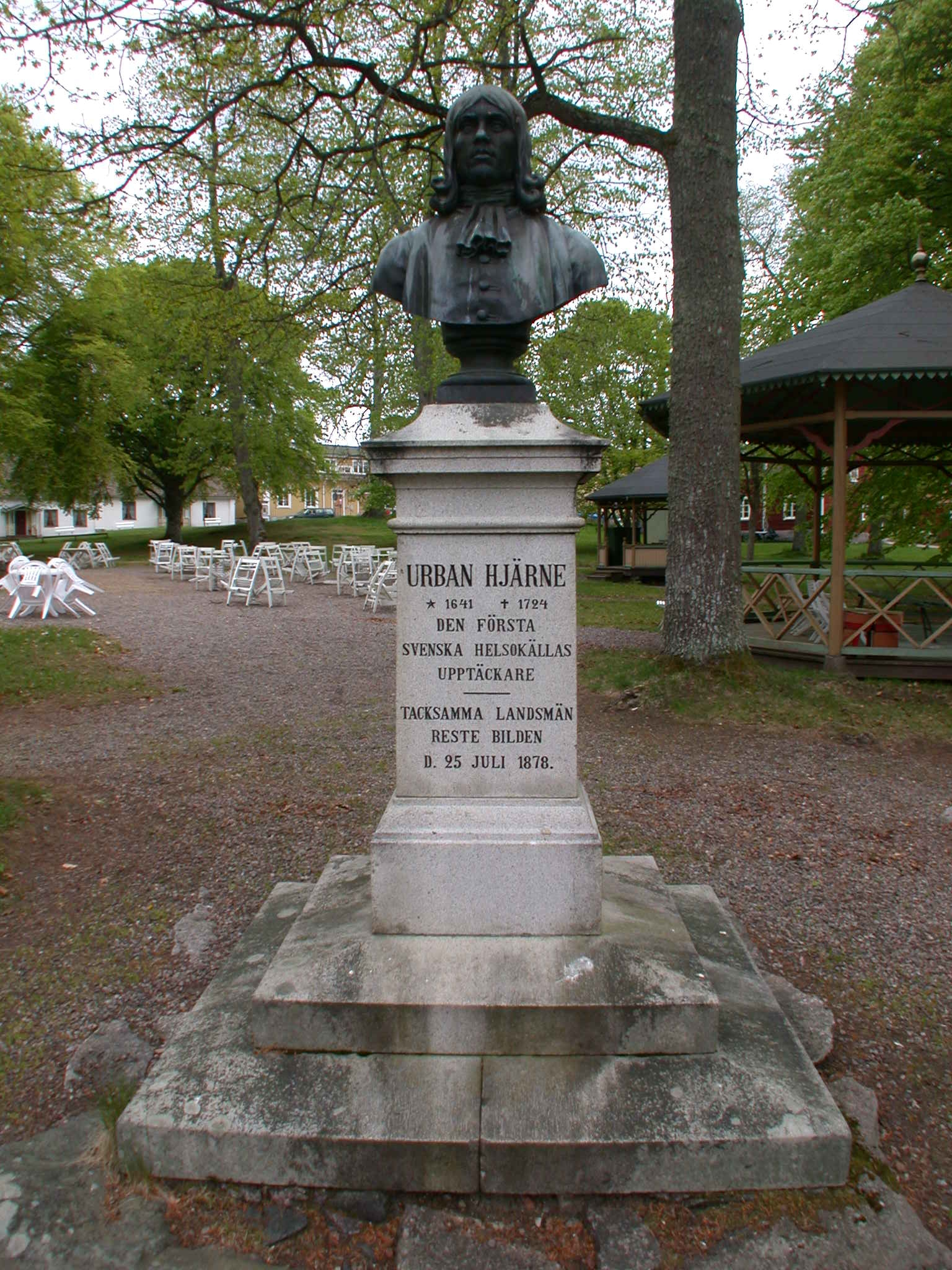
Büste von Urban Hjärne, Denkmal von 1878 im Kurpark Medevi-Brunnen

Urban Hjärne (* 20. Dezember 1641 in Skworitz bei Nyenschanz; † 10. März 1724, bestattet in Bromma) war ein schwedischer Arzt, Alchemist, Geologe, Schriftsteller und Naturforscher.

## Leben
Urban Hjärne war der Sohn des lutherischen Pfarrers Erland Jonsson (Erlandus jonae) Hiärne und der Christina Schmidt.  Mit 16 Jahren ging er nach Stockholm, wo er wegen der herrschenden Pest nicht bleiben konnte. So besuchte er das von Gustav Adolf gegründete Regium Gustavianum Gymnasium Strengnese i Roggeborgen, das heutige Thomasgymnasium in Strängnäs, wo ihn der Rektor Johann Tranäus aufnahm, und studierte dann an der Universität Tartu (zugelassen 1655). Von dort floh er 1657 wegen des Zweiten Nordischen Krieges nach Schweden, wo er an der Universität Uppsala als Schüler von Olof Rudbeck dem Älteren und Petrus Hoffvenius Medizin studierte, diese unterstützte er im Cartesianismus. Er wurde dann Leibarzt in Riga für den Grafen Clas Tott. Er bereiste 1667 Deutschland und Holland und wurde in die Royal Society gewählt. Im Jahre 1670 wurde er an der Universität Angers  mit der Arbeit De obstructione lacteorum Vasorum et Glandularum Mesenterii zum Doktor der Medizin ernannt. Danach war er über zwei Jahre in Paris zu Studienzwecken und erst 1674 wieder als praktischer Arzt in Schweden. Im Jahre 1678 entdeckte er in dem Wasser aus dem Gut Medevi nördlich von Motala eine lange Zeit verschüttete Mineralquelle, einen eisenhaltigen Sauerbrunnen, wieder. Der Ort wurde ein beliebtes Heilbad. Er war dort bis 1682 Arzt und untersuchte auch weitere Mineralquellen in Schweden. Ab 1683 war er Assessor am Bergkollegium. Er besuchte die Salzquellen in Lüneburg und Bergwerke im Harz, in Böhmen und Norwegen.

## Als Schriftsteller
Hjärne gilt in Schweden als Begründer des bukolischen Stils. Sein autobiografischer Roman Stratonike verbindet die Geschichte der Stratonike I. sowie des Gabriel Gustafsson Oxenstierna aus dem Geschlecht der Oxenstierna und seiner ersten Frau Märta Bielke aus dem Geschlecht der Bielke. Er entstand zwischen 1666 und 1668 und gilt als erster Roman in schwedischer Sprache. Hjärne schrieb auch Gedichte und Tragödien, so Rosimunda, die 1665 in Uppsala vor Karl XI. erstmals aufgeführt wurde. Rosimunda ist ein Stoff, der auf das Leben und die darum entstandene Sage der Langobardenkönigin Rosimunda zurückgeht. Sie war die Tochter des Gepidenkönigs Kunimund und die zweite Frau des Langobardenkönigs Alboin, den sie am 28. Juni 572 oder 573 ermorden ließ.

## Zauberey
Als Mitglied einer Untersuchungskommission zur Aufklärung von Zauberei 1676 erkannte er aufgrund der Hexenverfolgungen und an der Folter und der Verbrennung der Malin Matdotter die Gründe und Folgen der Massenhysterie und wandte sich gegen Denunziationen und Vorurteile. Dennoch war er überzeugt, dass der Teufel dem Menschen Böses antun könne.

## Wissenschaftliche Aktivitäten
1684 richtete er ein Labor und einen Botanischen Garten auf der Halbinsel Kungsholmen ein. Im selben Jahr wurde er zum ersten Leibarzt von Karl XI. und im folgenden Jahr der Königswitwe Hedvig Eleonora von Holstein-Gottorp. 1698 wurde er Präsident des Collegium medicum und 1713 Vizepräsident des Bergkollegiums. Er ordnete das Medizinalwesen in Schweden neu und schaffte Missstände ab. Er inspizierte Bergwerke in den nördlichen Provinzen Schwedens und schlug auch hier Verbesserungen vor.
In seinem Chemischen Labor auf Kungsholmen entwickelte er geheime Rezepturen, 1692 erhielt er die Erlaubnis sein Elexir amarum Hjärneri in Apotheken zu verkaufen. Es gilt als ein Ur-Rezept der Schwedenkräuter. Er war ein Anhänger der Lehren des Paracelsus und Pythagoras, befasste sich mit der Kabbala und mit Magie. Er war überzeugt, dass Pflanzen ihren Lebensraum nach den Bedingungen des Bodens auswählen, und war somit ein Vorreiter der Ökologie, vertrat jedoch dennoch die Bibel nach der damaligen Lesart. Seine Bibliothek umfasste mehr als 3500 Bände. Eine Auflistung seiner Bücher (Catalogus librorum meorum) von 1692 befindet sich in der Universitätsbibliothek Uppsala. Am 3. Januar 1689 erhielt er den Ritterschlag. Seine letzten Arbeiten zur Rechtschreibung führten zu Disputen mit Jesper Swedberg, so dass sich Zensoren genötigt sahen, einzugreifen. 1720 trat er von seinen Ämtern zurück und erhielt den Titel eines Gouverneurs verliehen. Magnus von Bromell wurde sein Nachfolger.
Er gilt als Gründer des Chemiestudiums in Schweden und unterrichtete Studenten in seinem öffentlichen Labor.
Er gilt als einer der Entdecker der Ameisensäure, der ersten im Tierreich entdeckten Säure.

## Familie
Er war dreimal verheiratet. Erste Frau war Maria Svahn († 1690). Nach zwei Jahren als Witwer heiratete er 1692 Baroness Catharina Elisabeth Bergenhielm und nach ihr mit 62 Jahren im Jahr 1703 Elisabeth Cederström Carlsdotter. Mit diesen Frauen hatte er 26 Kinder. Er ist mit seinen Frauen bestattet in der Kirche in Bromma. Seine letzte Frau überlebte ihn und starb 1759, also 118 Jahre nach seiner Geburt. Sein Sohn Kristian Henrick Hjaerne (gestorben 1794) war ein bekannter Arzt in Stockholm und Hofmedikus.

## Schriften
- Prodomus defensionis Paracelsicae, Stockholm 1709 (Verteidigung von Paracelsus)
- Acta et tentamina chimica in laboratorio Stockholmensi elaborata, 1712
- En kort anledning till atskilliga malm- och bergarters efterspörjande och angifvande, Stockholm 1702, 1706

### Deutsch
- Anders Fryxell: Geschichte Karl des Zwölften. Leipzig 1860, Neuausgabe 1865.
- Anders Fryxell: Lebensgeschichte Karl’s des Zwölften, Königs von Schweden. Nach dem schwedischen Original frei übertragen von Georg Friedrich von Jenssen-Tusch, 5 Bde., Vieweg, Braunschweig 1861, Band 1 (Digitalisat).
- Bernhard Fabian: Handbuch historischer Buchbestände in Europa - Dänemark und Schweden, Olms, Hildesheim, 1998, ISBN 3-487-10360-5
- Jöns Jakob Berzelius, Lehrbuch der Chemie, Band 2, Teil 4
- Heinrich August Pierer, Heinrich August Pierer: Pierer's Universal-Lexikon der Vergangenheit und Gegenwart: Oder, Neuestes encyclopädisches Wörterbuch der Wissenschaften, Künste und Gewerbe. 1859, S. 416 (google.de).
- Herrmann Julius Meyer, Hermann Julius Meyer: Das grosse Conversations-Lexicon für die gebildeten Stände: In Verbindung mit Staatsmännern, Gelehrten, Künstlern und Technikern herausgegeben von J. Meyer. \Abth I, Bd.i-vi; vii, Abth.1,3–4;viii–xxiii;II,i-xv (in 45 volumes). 1850, S. 887 (google.de).
- Wolfgang Müller: Hjaerne, Urban, in: Winfried R. Pötsch (Federführung), Annelore Fischer, Wolfgang Müller: Lexikon bedeutender Chemiker, Harri Deutsch 1989, S. 205f
- August Hirsch (Hrsg.): Biographisches Lexikon der hervorragenden Ärzte aller Zeiten und Völker, Band 3, Urban und Schwarzenberg 1886, S. 224, Archive

### Schwedisch
- Litteraturens historia i Sverige, Bernt Olsson och Ingemar Algulin, Norstedts förlag Stockholm 1991
- Sten Lindroth, artikel i Svenskt biografiskt lexikon 91, Stockholm 1971
- Sven Stolpe, Svenska folkets litteraturhistoria : Vasatid och stormaktstid, Askild & Kärnekull 1973
- Pehr Henrik Törngren, artikel i Svenska Män och Kvinnor 3 G-H, Albert Bonniers förlag 1946
- Den otidsenlige Urban Hiärne. Föredrag från det internationella Hiärne-symposiet i Saadjärve, 31 augusti - 4 september 2005, red. Stig Örjan Ohlsson & Siiri Tomingas-Joandi, Greif, Tartu 2008